# Giải Oscar cho biên đạo múa xuất sắc nhất
Giải Oscar cho biên đạo múa xuất sắc nhất (tiếng Anh: Academy Awards for Best Dance Direction) là một trong các giải Oscar được Viện Hàn lâm Khoa học và Nghệ thuật Điện ảnh trao cho người biên đạo múa xuất sắc nhất của 1 phim. Giải này chỉ được trao trong 3 năm, từ năm 1935 tới năm 1937, sau đó bị bãi bỏ.
Dưới đây là danh sách người và phim đoạt giải ở hàng đầu, tiếp theo là những người và phim được đề cử trong cùng năm đó:
- 1935: Dave Gould - Broadway Melody of 1936 ("I've Got a Feeling You're Fooling") và Folies Bergere ("Straw Hat") 
  - Busby Berkeley - Gold Diggers of 1935 ("Lullaby of Broadway") và ("The Words Are in My Heart")
  - Bobby Connolly - Broadway Hostess ("Playboy from Paree") và Go into Your Dance ("Latin from Manhattan")
  - Sammy Lee - King of Burlesque ("Lovely Lady") và ("Too Good to Be True")
  - Hermes Pan - Top Hat ("Top Hat")
  - LeRoy Prinz - All the King's Horses ("Viennese Waltz") và The Big Broadcast of 1936 ("It's the Animal in Me")
  - B. Zemach - She ("Hall of Kings")
- 1936: Seymour Felix - The Great Ziegfeld ("A Pretty Girl Is Like a Melody")
  - Busby Berkeley - Gold Diggers of 1937 ("Love and War")
  - Bobby Connolly - Cain and Mabel ("1000 Love Songs")
  - Dave Gould - Born to Dance ("Swingin' the Jinx Away")
  - Jack Haskell - One in a Million ("Skating Ensemble")
  - Hermes Pan - Swing Time ("Bojangles of Harlem")
  - Russell Lewis - Dancing Pirate ("The Finale")
- 1937: Hermes Pan - A Damsel in Distress ("Fun House")
  - Busby Berkeley - Varsity Show ("The Finale")
  - Bobby Connolly - Ready, Willing and Able ("Too Marvelous for Words")
  - Dave Gould - A Day at the Races ("All God's Children Got Rhythm")
  - Sammy Lee - Ali Baba Goes to Town ("Swing Is Here to Stay")
  - Harry Losee - Thin Ice ("Prince Igor Suite")
  - LeRoy Prinz - Waikiki Wedding ("Luau")